# まや (護衛艦)
まや（ローマ字：JS Maya, DDG-179）は海上自衛隊の護衛艦。まや型護衛艦の1番艦。艦名は兵庫県の摩耶山に因み、摩耶型砲艦1番艦「摩耶」、高雄型重巡洋艦3番艦「摩耶」に続き、日本の艦艇としては3代目。
本記事は、本艦の艦暦について主に取り扱っているため、性能や装備等の概要についてはまや型護衛艦を参照されたい。

## 艦歴

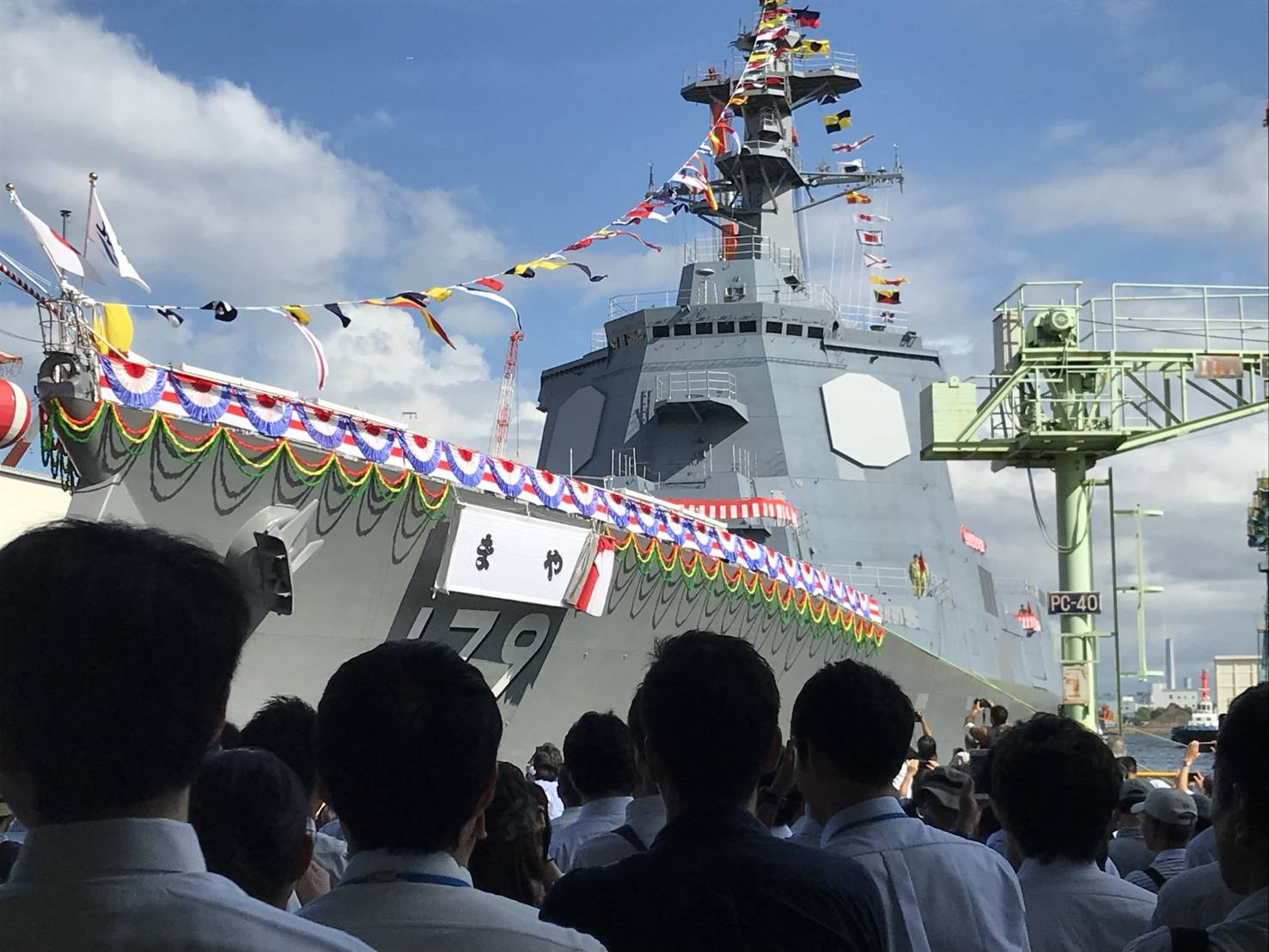
進水式時のまや（2018年07月30日）

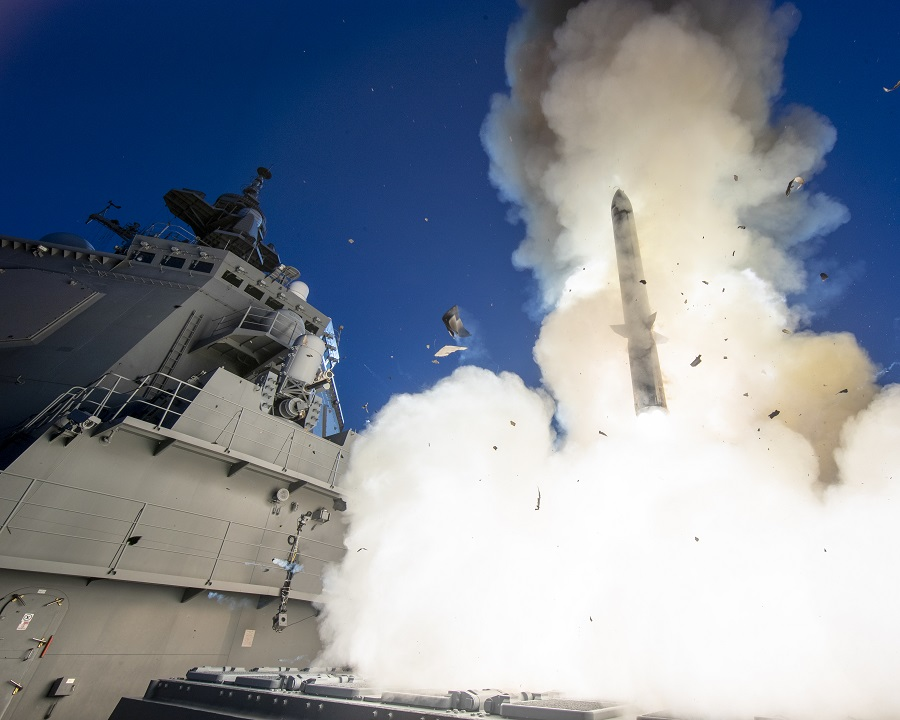
SM-3 ブロックIIAを発射する「まや」
（ハワイ沖、2022.11.16）

「まや」は中期防衛整備計画に基づく平成27年度計画8200トン型護衛艦1615号艦として、ジャパンマリンユナイテッド横浜事業所磯子工場で2017年4月17日に起工され、2018年7月30日に防衛大臣小野寺五典により命名され進水、艤装工事と海上公試を経た後、2020年3月19日に引渡式・自衛艦旗授与式が挙行され、就役。第1護衛隊群第1護衛隊に編入され、横須賀に配備された。建造費は約1,680億円。海上自衛隊では7隻目となるイージス艦である。
2021年5月11日から16日にかけて、関東南方海空域において米海軍空母「ロナルド・レーガン」と日米共同訓練を実施した。同年6月23日から24日にかけて、関東南方海域において護衛艦「きりしま」、「はぐろ」、補給艦「ときわ」とともに米海軍駆逐艦「マスティン」と日米共同訓練を実施した。
2022年11月16日、ハワイ州周辺において弾道ミサイル防衛機能確認のためSM-3発射試験を行い、大気圏外において標的に命中、迎撃に成功した。日米が共同開発した弾道ミサイル防衛用能力向上型迎撃ミサイルであるSM-3ブロックIIAを海上自衛隊の艦艇が発射したのは本艦が初めてである。なお、19日には僚艦「はぐろ」が同発射試験を行い、護衛艦2隻が同時期にSM-3発射試験を実施したのも初である。また、21日には実発射を伴わない追尾試験を実施し、本艦の探知情報を使用して「はぐろ」がSM-3ブロックIIAを模擬発射。これにより両艦が連携して弾道ミサイルを迎撃する機能を確認した。
2023年7月16日、米海軍駆逐艦「ジョン・フィン」及び韓国海軍駆逐艦「ユルゴク・イ・イ」とともに、日本海において日米韓共同訓練を実施した。同年8月21日から8月25日にかけて、沖縄東方から関東南方の訓練海空域において米海軍空母「ロナルド・レーガン」と日米共同訓練（各種戦術訓練（LINKEX、クロスデッキ））を実施した。

### 歴代艦長
| 代       | 氏名     | 在任期間              | 出身校・期 | 前職                                         | 後職                                                     | 備考     |
| 艤装員長 | 艤装員長 | 艤装員長              | 艤装員長   | 艤装員長                                     | 艤装員長                                                 | 艤装員長 |
| -------- | -------- | --------------------- | ---------- | -------------------------------------------- | -------------------------------------------------------- | -------- |
| -        | 小野修司 | 2018.7.30 - 2020.3.18 | 防大39期   |                                              | まや艦長                                                 |          |
| 艦長     |          |                       |            |                                              |                                                          |          |
| 1        | 小野修司 | 2020.3.19 - 2021.10.4 | 防大39期   | まや艤装員長                                 | 護衛艦隊司令部勤務                                       |          |
| 2        | 竹内周作 | 2021.10.5 - 2023.3.14 |            | しらせ艦長 →2021.5.10 護衛艦隊司令部勤務     | 海上訓練指導隊群司令部首席幕僚                           |          |
| 3        | 森 陸晃  | 2023.3.15 - 2024.8.18 | 防大41期   | 対馬防備隊司令 →2023.1.17 護衛艦隊司令部勤務 | 水上戦術開発指導隊戦術開発部長 兼 水上戦術開発指導隊副長 |          |
| 4        | 太田 亮  | 2024.8.19 -           | 防大44期   | 開発隊群司令部幕僚 兼 海上システム開発隊勤務 |                                                          |          |

## 艦名

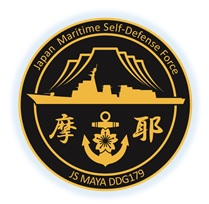
「まや」ロゴマーク

まやの名称は、8200トン型護衛艦（DDG）の一番艦であり「山岳」の名から選出することとされ、海上自衛隊の部隊から募集し防衛大臣が決定した。
「まや」は「摩耶」と書き、兵庫県神戸市灘区、六甲山地の中央に位置する標高702ｍの「摩耶山」に由来する。「摩耶山」は、古くは「八州峰（はっしゅうみね）」とも呼ばれており、八つの国（八方向）が見渡せることから、隙がなく、警戒を厳としている様子を表すほか、末広がりの「八」が含まれ縁起が良いとされた。